# Banco de Francia
El Banco de Francia (en francés: Banque de France) es el banco central de Francia; está supeditado al Banco Central Europeo (BCE). Su principal responsabilidad es definir la política del tipo de interés en el Sistema Europeo de Bancos Centrales (SEBC). Su oficina central  está en París

## Las misiones del Banco de Francia
Las actividades se organizan en torno a tres tareas asignadas ya sea al BCE y por lo tanto subsidiariedad hasta el Banco de Francia, ya sea directamente por la ley: 
1. Estabilidad monetaria;
2. La estabilidad financiera;
3. La prestación de servicios específicos dirigidos a los gobiernos locales, empresas y particulares.

### Estabilidad monetaria
Acerca de la estabilidad monetaria, el Banco de Francia lleva a cabo diversas actividades que se complementan entre sí: 
- Establece la balanza de pagos de Francia y de la posición exterior de Francia;
- Ejecuta las decisiones de política monetaria del BCE como las ofertas para refinanciar de los bancos ;
- Maneja una parte de las reservas de divisas del BCE;
- Por último, emite y gestiona el dinero (esta actividad se detalla a continuación).

### Estabilidad financiera
En el ámbito de la estabilidad financiera, en el Banco de Francia intervino: 
en la supervisión bancaria, proporcionando personal para que el supervisor prudencial; 
supervisión del sistema financiero; 
sistemas de vigilancia y medios de pago (y el mantenimiento de la cogestión de TARGET 2).

### De prestación de servicios
Para el Estado francés, realiza un seguimiento y gestiona las formas de pago del Tesoro y de algunas empresas públicas. 
Vis-à-vis las empresas, que recopila y difunde información financiera (archivo FIBEN) en las empresas y, como tal, recibió en 2007 el estatuto de agencia de calificación crediticia externa (ECAI). 
Por último, para los individuos, el Banco de Francia mantiene registros de los incidentes de pago, tales como: 
FNCI: el Archivo Nacional de cheques irregulares (identificación de los cheques perdidos o robados) - Servicio a la razón social para verificar; 
FCC: El Centro Cupones (censo de los incidentes de pago); 
FICP: Archivo Nacional de los préstamos de reembolso de Incidentes (censo de los incidentes de pago). 
El Banco de Francia también procesa las solicitudes de derecho de la cuenta y las funciones de secretaría de los comités de endeudamiento.

## Relación con el SEBC
El 1 de junio de 1998, se creó una nueva institución, el Banco Central Europeo (BCE), responsable de la política monetaria común del Euro. El cuerpo del BCE estaba formado por todos los bancos centrales nacionales de los países miembros de la Unión Europea, constituidos en el Sistema Europeo de Bancos Centrales (SEBC).
El SEBC es un marco institucional para la política monetaria única del Euro.  De acuerdo con la web del Banque de France, la "repartición de responsabilidades entre el BCE  y los respectivos bancos centrales está basada en una significativa descentralización dirigida a la política monetaria única del SEBC".

## Impresión de billetes
Europafi (estilizado EuropaFI) es la filial del Banco de Francia especializada en la impresión de papel moneda, actualmente el único fabricante de billetes de euro en el país. Fue creada en octubre de 2015 con el objetivo de convertir a la papelera Vic-le-Comte (imprenta ubicada en la localidad homónima, encargada hasta entonces de la impresión de billetes) en el principal fabricante público de papel moneda de la eurozona. Reúne en su capital a cuatro bancos centrales asociados.

## Historia[1]
- 1716 John Law abre el Banque Générale.
- 1718 El Banque Generale es adquirido por el gobierno y renombrado Banque Royale.
- 1800 Creación del Banco de Francia (Banque de France).
- 1808-1936 Los billetes expedidos en el banco comienzan a ser legales; expansión de la red de sucursales.
- 1936-1945 Nacionalización.
- 1973 Revisión de los estatutos del Banco.
- 1992 Roban 150 millones de francos (unos 22 millones de euros) en la sede sita en Toulon.[2]
- 1993 Extensiva reforma para garantizar la independencia del banco, para asegurar la estabilidad de precios, a costa de la política interior. Esta reforma aclara el camino a la unión monetaria europea.
- 1998 Entrada en el sistema europeo de Bancos Centrales.